# Григор'єв Леонід Михайлович
Леонід Михайлович Григор'єв (1913 - 1943) - лейтенант Робітничо-селянської Червоної Армії, учасник Другої світової війни, Герой Радянського Союзу (1944).

## Біографія
Леонід Григор'єв народився 13 серпня 1913 року в селі Добрянка (нині - селище в Ріпкінському районі Чернігівської області України) у робітничій сім'ї. Закінчив середню школу. У 1935 році Григор'єв був призваний на службу до Робітничо-селянської Червоної Армії. У 1937 році він був демобілізований. У 1941 році Григор'єв повторно був призваний до армії. З грудня того ж року – на фронтах Великої Вітчизняної війни. 1942 року він закінчив Одеське піхотне училище. Брав участь у боях на Брянському та Центральному фронтах. До вересня 1943 року гвардії лейтенант Леонід Григор'єв командував ротою 37-го гвардійського стрілецького полку 12-ї гвардійської стрілецької дивізії 61-ї армії Центрального фронту. Відзначився під час битви за Дніпро.
У ніч із 28 на 29 вересня 1943 року рота Григор'єва переправилася через Дніпро у районі села Глушець Лоївського району Гомельської області Білоруської РСР. Протягом двох діб на плацдармі на західному березі річки рота відобразила понад 20 німецьких контратак, відкинувши супротивника на два кілометри, створивши цим умови для розширення плацдарму. 6 жовтня 1943 року Григор'єв загинув у бою. Похований у братской могиле у селищі Любеч Ріпкинського району.
Указом Президії Верховної Ради СРСР «Про присвоєння звання Героя Радянського Союзу генералам, офіцерському, сержантському та рядовому складу Червоної Армії» від 15 січня 1944 року за «зразкове виконання бойових завдань командування з форсування річки Дніпро та виявлені при цьому мужність і героїзм» гвардії лейтенант Леонід Григор'єв посмертно був удостоєний високого звання Героя Радянського Союзу. Також посмертно був нагороджений орденом Леніна.
На честь Григор'єва названо вулицю в Добрянці.